# 지참금
지참금(持參金, 영어: dowry)은 신부가 혼인할 때 친정에서 가지고 가는 돈이나 물건을 뜻한다. 친정 재산에 대한 사전 유산 상속이나 아내의 부양을 위한 목적이 있다.

## 역사
고대 로마에도 지참금 제도가 있었는데, 공화정 후기부터 결혼 관계가 해소된 경우에는 지참금이 여성 가문에 반환되었다.
한국 고대 고구려 시대에도 지참금(신랑값) 제도가 있었는데, 신부값과 함께 전백(錢帛), 혼납금 따위로 불렸다.

## 지역별

### 인도
특히 인도 카스트 집단사회에서 지참금 관습이 유명한데, 신랑이 고등교육을 받는데 들어간 비용과 노력을 신부측에서 함께 분담하는 것을 뜻한다.
여성에 대한 폭력적 억압을 상징하는 관습으로 “악의 지참금”(Dowry Evil)로 불린다.
북인도 대도시를 중심으로 널리 펴져있는 지참금 살해는 1983년 427건에서 1997년 6,006건으로 14배가 늘어났다.

## 같이 보기
- 혼수
- 사티
- 하이퍼가미